# Puntius brevis
Cá rầm đất hay còn gọi là cá rằm (Danh pháp khoa học: Puntius brevis) là một loài cá chép thuộc chi Puntius trong họ cá chép. Chúng được tìm thấy ở bồn địa sông Mekong và sông Chao Phraya. Loài cá này được coi là một trong những vật chủ để truyền bệnh sán lá gan Đông Nam Á (Opisthorchis viverrini) sẽ lây nhiễm xảy ra khi ăn cá sống hoặc nấu chưa chín.

## Đặc điểm
Cá có thân cao, dẹp bên, miệng nhỏ ở mút mõm, xiên hướng lên trên, hàm không kéo dài đến viền trước mắt, có một đôi râu hàm ngắn, mắt khá to. Vây lưng có tia đơn thứ 3 hóa xương và trơn láng, vây ngực ngắn, vẩy trung bình phủ toàn thân, đường bên hoàn toàn. Cá có thân màu nâu bạc, phần lưng thẫm hơn bụng, có một đốm đen rất rõ ở gốc vây đuôi, vây lưng vàng nhạt, có một sọc đen ở giữa, vây hậu môn nâu, vây ngực trắng đến xám bạc, vây bụng vàng cam. Cá rằm là cá sông nhưng có vảy trắng

## Đánh bắt
Ở vùng đồng bằng sông Cử Long, vào mùa nước giựt cũng là lúc sắp có gió bấc, cá lạnh, ê răng nên thích ăn mồi cắt lát hơn. Người câu dùng cá linh cắt đôi làm mồi hoặc ốc bươu, ốc lác lớn cắt lát, còn các mùa khác thì mồi chủ yếu là nhái hoặc mồi chạy (cá linh, cá ròng ròng, cá sặt, cá rằm). Giống cá này có cái nét đặc biệt là chúng ra sông sau cùng khi mùa nước trên đồng sắp cạn, cá rằm theo nước xuống các kinh rạch.